# جيسيكا ورنيش
جيسيكا ورنيش (بالإنجليزية: Jessica Varnish) مواليد 19 نوفمبر 1990 في وسترشير، إنجلترا، المملكة المتحدة، هو دراج إنجليزي في صنف سباق الدراجات على المضمار. شارك في دورة الألعاب الأولمبية الصيفية.
في سن الرابعة عشرة نافست فارنيش بشكل غير رسمي في بطولة العالم للناشئين لعام 2006 في بلجيكا ومن ثم قامت بتحطيم الرقم القياسي لبداية الوقوف في سباق 500 متر البريطاني مسجلة وقتًا جديدًا قدره 37.1 ثانية.
قامت بأول ظهور لها في GB للدراجات في النمسا جونيور إنترناشونال في ينايرعام 2006م.

## الميداليات
| الميدالية | المسابقة                  |
| --------- | ------------------------- |
| برونزية   | دورة ألعاب الكومنولث 2014 |
| برونزية   | دورة ألعاب الكومنولث 2014 |

## روابط خارجية
- جيسيكا ورنيش على موقع أرشيف الدراجات (الإنجليزية)
- جيسيكا ورنيش على موقع أوليمبيديا (الإنجليزية)
- جيسيكا ورنيش على موقع اللجنة الأولمبية البريطانية (الإنجليزية)
- جيسيكا ورنيش على موقع اتحاد ألعاب الكومنولث (مؤرشف) (الإنجليزية)